# Ljoedmila Pinajeva
Ljoedmila Pinajeva (Tsarskoje Selo, 14 januari 1936) is een voormalig Sovjet-Russisch kanovaarster.
Pinajeva won tijdens de Olympische Zomerspelen 1964 de gouden medaille in de K1 500m. Vier jaar later werd ze weer olympisch kampioene in dezelfde competitie en werd ze derde in de K2 500m met Antonina Seredina. Tijdens de Olympische Zomerspelen 1972 werd ze opnieuw olympisch kampioene samen met Jekaterina Koerysjko in de K2 500m.
Pinajeva werd zeven keer wereldkampioen en won drie zilveren medailles op wereldkampioenschappen. Op de Europese kampioenschappen behaalde ze ook zevenmaal goud en een keer zilver.

## Belangrijkste resultaten

### Olympische Zomerspelen
| Editie | Plaats      | Resultaten      |
| ------ | ----------- | --------------- |
| 1964   | Tokio       | K1 500m         |
| 1968   | Mexico-Stad | K1 500m K2 500m |
| 1972   | München     | K2 500m         |

### Wereldkampioenschappen vlakwater
| Jaar | Plaats       | Resultaten                  |
| ---- | ------------ | --------------------------- |
| 1963 | Jajce        | K4 500m · K1 500m · K2 500m |
| 1966 | Oost-Berlijn | K4 500m · K1 500m           |
| 1970 | Kopenhagen   | K1 500m                     |
| 1971 | Beograd      | K1 500m · K4 500m           |
| 1973 | Tampere      | K4 500m · K2 500m           |

### Europese kampioenschappen kanosprint
| Jaar | Plaats    | Resultaten                  |
| ---- | --------- | --------------------------- |
| 1961 | Poznań    | K4 500m · K2 500m           |
| 1965 | Boekarest | K1 500m · K4 500m · K2 500m |
| 1967 | Duisburg  | K1 500m · K2 500m · K4 500m |

1948: Karen Hoff ·
1952: Sylvi Saimo ·
1956: Jelizaveta Dementjeva ·
1960: Antonina Seredina ·
1964: Ljoedmila Pinajeva-Chvedosjoek ·
1968: Ljoedmila Pinajeva-Chvedosjoek ·
1972: Joelia Rjabtsjinskaja ·
1976: Carola Zirzow ·
1980: Birgit Fischer ·
1984: Agneta Andersson ·
1988: Vanja Gesjeva ·
1992: Birgit Schmidt-Fischer ·
1996: Rita Kőbán ·
2000: Josefa Idem-Guerrini ·
2004: Natasa Janics ·
2008: Inna Osipenko-Radomska ·
2012: Danuta Kozák ·
2016: Danuta Kozák ·
2020: Lisa Carrington ·
2024: Lisa Carrington
1960: Antonina Seredina & Maria Sjoebina ·
1964: Roswitha Esser & Annemarie Zimmermann ·
1968: Roswitha Esser & Annemarie Zimmermann ·
1972: Jekaterina Koerysjko & Ljoedmila Pinajeva-Chvedosjoek ·
1976: Nina Gopova & Galina Kreft ·
1980: Martina Bischof & Carsta Genäuß ·
1984: Agneta Andersson & Anna Olsson ·
1988: Anke Nothnagel & Birgit Schmidt-Fischer ·
1992: Ramona Portwich & Anke von Seck-Nothnagel ·
1996: Agneta Andersson & Susanne Gunnarsson-Wiberg ·
2000: Birgit Fischer & Katrin Wagner-Augustin ·
2004: Natasa Janics & Katalin Kovács ·
2008: Natasa Janics & Katalin Kovács ·
2012: Tina Dietze & Franziska Weber ·
2016: Danuta Kozák & Gabriella Szabó ·
2020: Lisa Carrington & Caitlin Regal ·
2020: Lisa Carrington & Alicia Hoskin